# Kantabamsuguda
Kantabamsuguda è una suddivisione dell'India, classificata come census town, di 6.126 abitanti, situata nel distretto di Visakhapatnam, nello stato federato dell'Andhra Pradesh. In base al numero di abitanti la città rientra nella classe V (da 5.000 a 9.999 persone).

## Società

### Evoluzione demografica
Al censimento del 2001 la popolazione di Kantabamsuguda assommava a 6.126 persone, delle quali 3.441 maschi e 2.685 femmine. I bambini di età inferiore o uguale ai sei anni assommavano a 604, dei quali 305 maschi e 299 femmine. Infine, coloro che erano in grado di saper almeno leggere e scrivere erano 4.997, dei quali 3.064 maschi e 1.933 femmine.